# Hertogdom Saksen-Jena
Het Hertogdom Saksen-Jena (Duits: Herzogtum Sachsen-Jena) was een land binnen het Heilige Roomse Rijk dat werd geregeerd door de Ernestijnse linie van het Huis Wettin. Het land ontstond in 1672 toen het Hertogdom Saksen-Weimar in drieën werd verdeeld. In 1690 stierf het hertogelijke huis uit, waarna het hertogdom werd verdeeld tussen Saksen-Weimar en Saksen-Eisenach.

## Geschiedenis
Na de dood van hertog Willem van Saksen-Weimar in 1662 werd deze opgevolgd door zijn vier zoons. Zij resideerden respectievelijk te Weimar, Eisenach, Marksuhl en Jena, maar bestuurden het vorstendom Weimar gemeenschappelijk.
Na het uitsterven van Saksen-Altenburg in 1672 sloten Saksen-Weimar en Saksen-Gotha op 16 mei 1672 een delingsverdrag. Hierdoor kreeg Saksen-Weimar:
- de ambten Allstedt, Bürgel, Dornburg en (Nieder-)Roßla
- de landshoogheid over de heerlijkheid Remda, het goed Apolda en het ambt Hardisleben
- het recht om het ambt Hardisleben in te lossen
- het ambt Crayenberg van Saksen-Gotha
- de stem op de rijksdag voor het vorstendom Eisenach, die tot dan gemeenschappelijk bezit was van Saksen-Weimar en Saksen-Gotha
- gemeenschappelijk bleven de universiteit, het hofgericht en de schepenstoel te Jena en verder het bestuur van de ambten Mühlberg en Tonndorf

Vervolgens sloten de drie broers (de vierde was inmiddels overleden) op 25 juli 1672 een delingsverdrag, waarbij drie deelhertogdommen ontstonden:
- Saksen-Weimar
- Saksen-Eisenach (uitgestorven in 1741)
- Saksen-Jena (uitgestorven in 1690)

Aan hertog Bernhard van Saksen-Jena kwamen:
- de ambten Jena, Bürgel (met het voorwerk Gniebsdorf), Dornburg, Kapellendorf, Allstedt en Heusdorf
- de stad Buttelstedt
- de voogdijen Magdala en Gebstedt
- de dorpen Döbritschen en Wiegendorf
- 1/4 van het Erfurter geleiderecht
- 1/2 van de Saalflöße
- 1/2 van de Georgenthaler Hof te Erfurt

Na de dood van Bernhard in 1678 was er een voogdijregering voor zijn minderjarige zoon Johan Willem door Saksen-Weimar. Johan Willem overleed op 4 november 1690, waarmee Saksen-Jena was uitgestorven.
In 12 juli 1691 sloten Saksen-Weimar en Saksen-Eisenach een verdrag, waarin ze Saksen-Jena verdeelden.
Aan Saksen-Weimar vielen toe:
- de ambten Kapellendorf, Heusdorf, Dornburg en Bürgel
- de voogdijen Magdala en Gebstedt
- de stad Buttelstedt
- de dorpen Döbritschen (zonder het voorwerk) en Wiegendorf (met het geleiderecht)
- 3/32 van het Erfurter geleiderecht
- 1/2 Döbritschnener Forst
- jachtgebied in het ambt Leuchtenberg
- de landshoogheid over Apolda

Aan Saksen-Eisenach vielen toe:
- de ambten Jena en Allstedt
- de steden Jena, Lobeda en Allstedt
- de voorwerken Döbritschen en Schwabsdorf
- 5/32 van het Erfurter geleiderecht
- de rente van de Erfurter kartuizers
- 1/2 van de Georgenthaler Hof in Erfurt
- 1/2 van het Döbritschnener Forst
- Zillbach
- Saalflößerei
- landshoogheid over de heerlijkheid Remda

Van 1690 tot 1698 bestuurde de jongere broer van de hertog van Saksen-Eisenach in Jena zonder uitoefening van de landshoogheid. In 1699 werd het afzonderlijke bestuur van de domeinen (Kammerverwaltung) opgeheven. Na het uitsterven van Saksen-Eisenach in 1741 werden alle delen van het voormalige hertogdom weer in één staat verenigd. De laatste rest van het hertogdom verdween toen in 1809 het afzonderlijk consistorie (kerkbestuur) werd opgeheven.

## Heersers
- 1672 - 1678: Bernhard
- 1678 - 1686: Johan Willem, onder regentschap van Willem Ernst van Saksen-Weimar en Johan George I van Saksen-Eisenach
- 1686 - 1690: Johan Willem, onder regentschap van Willem Ernst van Saksen-Weimar en Johan George II van Saksen-Eisenach